# ألان غرانت (لاعب كرة قدم أمريكية)
ألان غرانت (بالإنجليزية: Alan Grant)‏ هو لاعب كرة قدم أمريكية أمريكي، ولد في 1 أكتوبر 1966 في باسادينا في الولايات المتحدة.

## وصلات خارجية
- ألان غرانت على موقع مرجع كرة القدم المحترفة.كوم (الإنجليزية)